# Josef Jedlička (houslista)
Josef Jedlička (2. ledna 1904 Kroměříž místní část Novosady – 11. října 1993 Brno) byl český houslista, profesor hry na housle na konzervatoři v Brně v letech 1940–1964, sekundista Moravského kvarteta (1925–1945) a člen orchestru Národního divadla v Brně.

## Život
Narodil se v Kroměříži 2. ledna 1904 v rodině okresního školního inspektora a pozdějšího kroměřížského starosty Josefa Jedličky. V letech 1914-1921 studoval reálné gymnázium v Kroměříži. Hru na housle studoval na konzervatoři v Brně u Františka Kudláčka a Ladislava Malého (absolvoval v roce 1927 Dvořákovým houslovým koncertem).
Dne 2.6.1930 byl oddán s členkou činohry národního divadla Marií Viglicovou v kostele svatého Jakuba v Brně.

## Žáci
Jeho žáky na brněnské konzervatoři byli: J. Večerka, J. Kratochvíl, A. Jíra, Jiří Švajda, Jiří Trávníček, M. Matyáš aj.